# Alpac Capital
Alpac Capital è una società di investimenti finanziari portoghese con sede a Lisbona. Investe principalmente in aziende europee. Nel luglio 2022 ha acquisito il canale televisivo d'informazione Euronews dall'imprenditore egiziano Naguib Sawiris.

## Storia
Alpac Capital è stata fondata a Lisbona nel 2013. Ha uffici anche a Budapest  e Dubai. Ha anche partecipazioni, tra l'altro, nella compagnia assicurativa Caravela Seguros e in varie società informatiche portoghesi.
Due i soci fondatori e amministratori: Pedro Vargas David e Luis Santos. Entrambi ex studenti con la laurea in Economia dell'Universidade Nova ed ex consulenti di Mckinsey & Co. Pedro Vargas David, CEO, è stato anche ex capo della strategia di Jerónimo Martins e ha conseguito un MBA presso la Harvard Kennedy School e la Harvard Business School. Luis Santos, che ha lavorato alla Mckinsey per 9 anni, in Europa, Sud America e Asia, ha conseguito un MBA presso la Columbia University e un dottorato in scienze politiche e relazioni internazionali presso l'Universidade Católica Portuguesa. Pedro è figlio dell'ex segretario di Stato del Portogallo ed ex eurodeputato dell'Unione europea, Mário David, Luis  è il figlio dell'allenatore del Portogallo Fernando Santos, che ha vinto la Coppa dei Campioni UEFA 2016 e UEFA Lega delle Nazioni 2019. La fidanzata di Luis, Isabel Figueira, è una nota attrice e conduttrice televisiva portoghese.

### Tre fondi in gestione
Alpac Capital gestisce tre fondi di investimento regolamentati dalla Commissione Portoghese per la Sicurezza e la Borsa (CMVM):
• Un fondo Tech – East West EuVECA Fund con 6 società partecipate (Dreamshaper, Codevision, Biometrid, Login, TC2) e una società ceduta (Petapilot).)
• Un fondo per le telecomunicazioni – Fondo Luso Pannon EuVECA, con una partecipazione di minoranza qualificata nel conglomerato delle telecomunicazioni 4iG.
• Un Fondo Media – Future Media EuVECA Fund che controlla il 98% di Euronews.
• Oltre a questi fondi, i soci di Alpac Capital possiedono anche interessi in Renewable Solar Energy (Luz.ON) e Media (Newsplex.SA). L'attività solare di Alpac ha già venduto 450 Mw nel Baixo Alentejo a Galp Energia e sta concedendo in licenza 700 Mw a Greenvolt nell'Alto Alentejo.